# ONA B.
ONA B., née en 1957 à Vienne, est une peintre, photographe, performeuse, artiste d'installation, de land art et sonore. Elle fait partie du collectif Die Damen, actif de 1987 à 2013.

## Biographie
ONA B. est née à Vienne en 1957. Elle étudie la peinture à l'Université des Arts Appliqués de Vienne, dans l'atelier d'Adolf Frohner. En 1988, elle obtient un master en arts. En 1979, elle fonde le groupe d'artistes Phoenix Production avec Walter Berger.
Elle travaille comme peintre, photographe, artiste d'installation, de land art et sonore. En 1987, elle fonde avec Evelyne Egerer, Birgit Jürgenssen et Ingeborg Strobl, le groupe Die Damen, actif jusqu'en 2013. Le groupe réalise des performances. Elles caricaturent les rôles et les stéréotypes de genre.
Son œuvre picturale est marquée par les relations de pouvoir, la culture populaire et les rôles des femmes dans la société.
Pour Dressed to Kill, installation de 1999, elle réalise une robe rouge, symbole du pouvoir féminin, avec 130 mètres de tissu de drapeau communiste, acheté à Prague.
En 2003, elle crée la série photographique In Bed With Mao. Sur les photos, elle partage un immense lit rouge, avec l'artiste chinois Cang Xin.
Pour la série Democratic Intervention / SEX sells Politics réalisée en 2018, elle s'inspire du monde du cinéma et de ses images publicitaires, comme support de propagande. Elle reprend l'affiche du film Emmanuelle. Elle remplace celle-ci par Cicciolina. Elle ajoute un message : New Age of Tirrany, Stop the economie, Have you ever done nothing, Don't fall into despair, etc. Les images et les messages questionnent le public.

Elle est membre du Vienna Künstlerhaus depuis 2003. ONA B. vit et travaille à Vienne, Bisamberg et Strasshof.

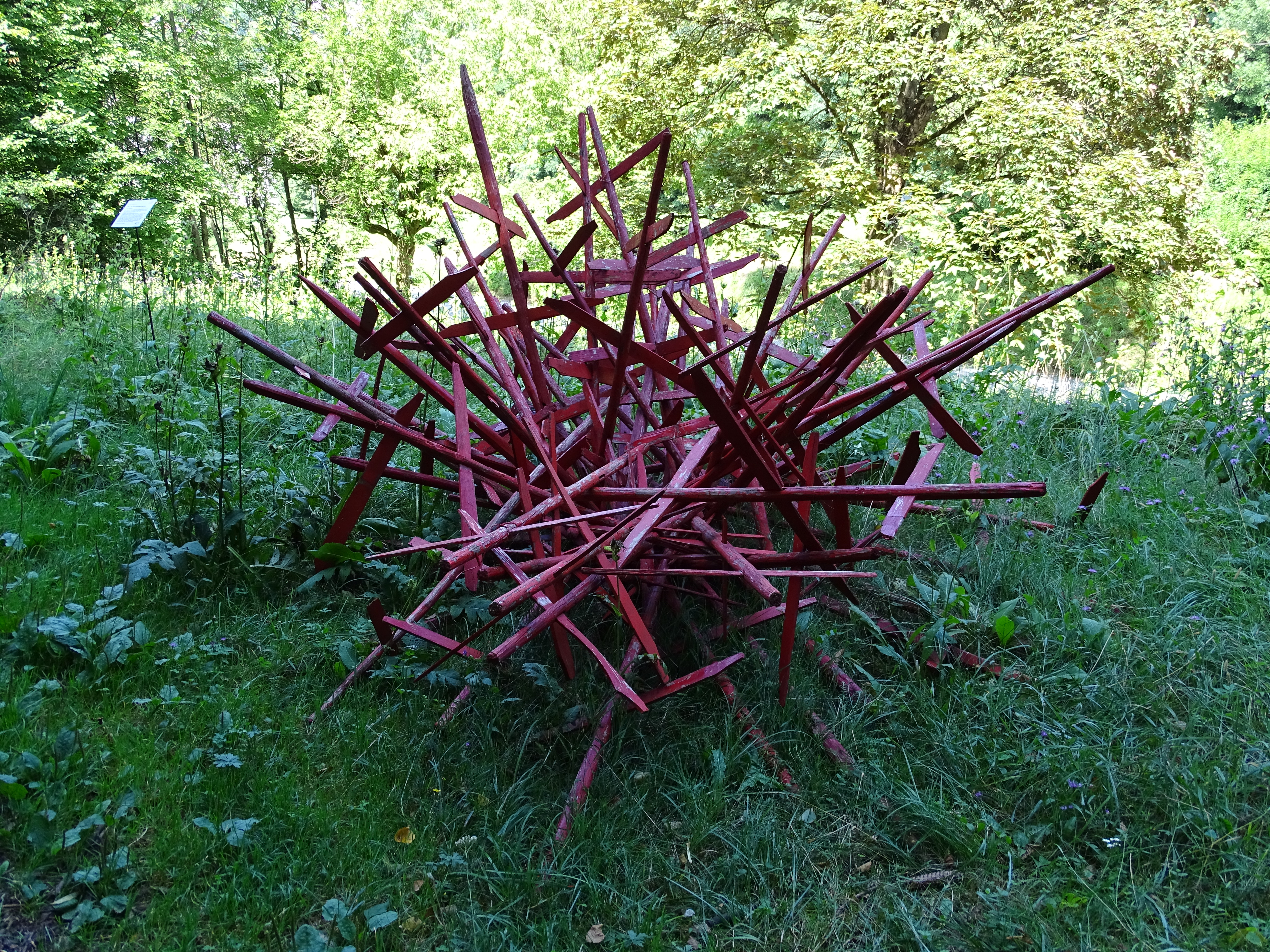
« Le foin est déjà sec dans les montagnes » d'ONA B., sentier des sculptures du château Saint-Martin à Graz, été 2019
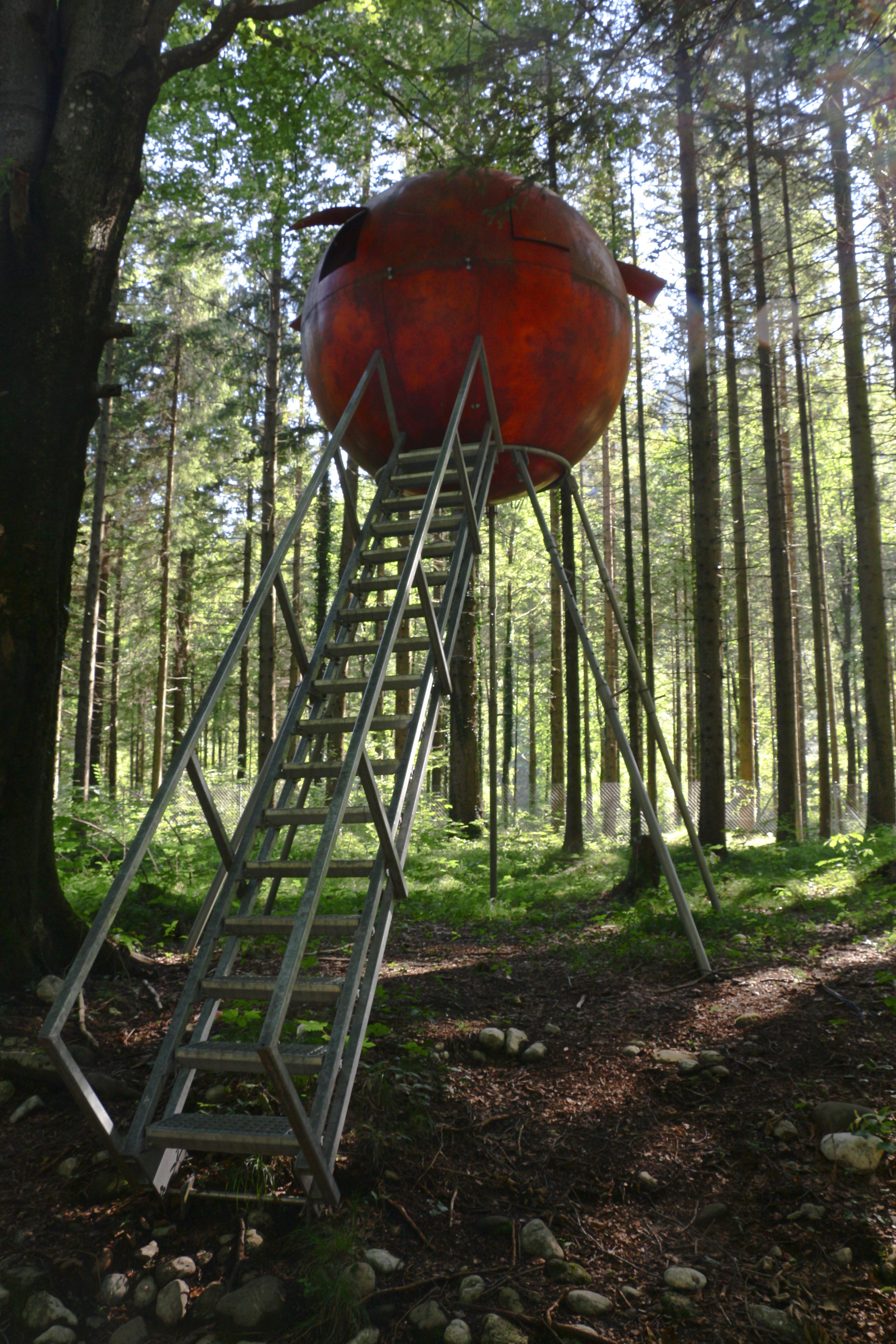
« Scandale au paradis » sur le sentier des sculptures de Leube dans la commune de Grödig à Salzbourg, 2015

## Expositions
- 2019 : Waltraud Cooper, Ona B.. Strategische Komplemente VII, GRAF + ZYX Tank 203.3040.AT, Performance[6]
- 2017 : DREISECHSFUENF, Aa Collections
- 2017 : ONA B. Der Coup der tadellosen Frauen zum Tag der Arbeit, Ateliertheater
- 2016 : ONA B. Passenger, Kunstfabrik Groß-Siegharts
- 2016 : ONA B., Kunstfabrik Groß-Siegharts
- 2016 : PARALLEL Vienna 2016, PARALLEL Vienna, Alte Post
- 2015 : Ona B. ONEIRONAUT (Traumreisender), Galerie Schafschetzy, Galerientage 2015. Aktuelle Kunst in Graz
- 2015 : Ona B. Das Heu, der Traum und die Berge, Artothek Niederösterreich
- 2014 : The Red [3], Ruse Art Gallery
- 2014 : Ona B. secret life / Lotte Seyerl. Posen, Gut Gasteil
- 2014 : The Red [2], Galerie Lisi Hämmerle** 2013	Präsentation loidl-art, Galerie Rytmogram, Kunst.Messe.Linz.2013
- 2012 : ONA B. YOU CAN`T ARREST AN IDEA, Galerie Schafschetzy
- 2012 : Ona B. Skandal im Paradies, Galerie Klatovy / Klenová
- 2011 : Female in progress, Grünspan - Plattform für Kunst und Kultur im Drautal
- 2010 : Ona B. Skandal im Paradies, Galerie Navrátil
- 2010 : Ona B./ Elisabeth Hölzl, Galerie Atrium ed Arte
- 2010 : ohne Gnade, Galerie Lisi Hämmerle
- 2010 : Ona B. Skandal im Paradies, Egon Schiele Art Centrum
- 2010 : human being, Galerie Lang Wien
- 2009 : ohne Gnade, kunst wirt schaft
- 2009 : EIKON SchAUfenster: Ona B., Eikon
- 2009 : Chili con Carne. Frohner und seine Schüler/innen, Forum Frohner
- 2009 : DIFFERENT.WAYS.2.SCULPTURES. VERSCHIEDENE WEGE ZUR SKULPTUR, Kunstverein Kärnten
- 2008 : Präsentation Galerie Rytmogram, Galerie Rytmogram, Kunst.Messe.Linz.2008
- 2008 : zeitraumzeit, Künstlerhaus
- 2007 : Die Liebe zu den Objekten. Aspekte zeitgenössischer Skulptur, Niederösterreichisches Landesmuseum
- 2007 : exitus. tod alltäglich, Künstlerhaus
- 2007 : Ona B. Red Floating, Galerie Atrium ed Arte, Medieninstallation
- 2007 : Ona B. In bed with Mao, Galerie Navrátil
- 2007 : ONA B. redsenses, Niederösterreichisches Landesmuseum
- 2006 : Neuerwerbungen für die Sammlung 2006, Neue Galerie Graz
- 2006 : Ona B., Künstlerhaus
- 2006 : Ona B & Friends - paint the town red, Künstlerhaus
- 2006 : und +, Galerie Atrium ed Arte
- 2006 : beyond - darüber hinaus, Palais Epstein
- 2006 : Das Sind Wir! Sind Wir Das? Lange Nacht mit Sigmund Feud, Museum für angewandte Kunst
- 2006 : 3 Generationen - 3 Regionen. Künstlerinnen aus Wien - Niederösterreich - Burgenland, Burg Schlaining
- 2006 : Ona B., Cang Xin. >The Great Wall<, Kulturverein Bahnhof Andelsbuch, Magazin4 - Bregenzer Kunstverein, Bregenzer Festspiele
- 2006 : Ona B. H20 oh... Ona!, ORF Landesstudio Steiermark
- 2006 : ONA B. Cut Out Secrets - Secret Cuts, Galerie Schafschetzy
- 2005 : Schrebergarten. Gartenlaube. Datscha. Die 38. Kunstkanzlei-Auktion, Kunstkanzlei
- 2005 : koko-ima, here-now, aqui-agora, hier-jetzt, aqui-ahora, Gallery KAZE
- 2005 : Ona B., Julian Taupe, Sabine Müller-Funk, Gut Gasteil
- 2004 : Verstanden - Missverstanden, Niederösterreichisches Dokumentationszentrum für moderne Kunst
- 2004 : Christine Jones. 20 Jahre Kunstkanzlei. Retrospektive, Stadtgalerie Vienna
- 2004 : Gegen-Positionen. Künstlerinnen in Österreich 1960-2000, Museum Moderner Kunst - Stiftung Wörlen Passau
- 2003 : ONA B. in my secret life, Galerie Schafschetzy
- 2003 : Metamorphosen
- 2003 : all about: female sex, Galerie Academia
- 2003 : Ona B., Galerie Omotesando
- 2003 : Ona B. Dark planet runway. Neue Arbeiten, Galerie Atrium ed Arte
- 2002 : ONA B., Galerie im Schloß Porcia (Einzelausstellung)
- 2002 : Medium Berge - Das Mallory Projekt, schmidingermodul, Öffentlicher Raum Vorarlberg, Künstlerhaus Palais Thurn und Taxis
- 2002 : Mallory Projekt, Künstlerhaus Palais Thurn und Taxis, Vorarlberger Illwerke AG, Halle Schmidinger
- 2001 : Museumsshop, Galerie Lisi Hämmerle
- 2001 : Kunstauktion für politische Flüchtlinge, Vereinigung Bildender KünstlerInnen
- 2001 : Ona B. Station, Kulturverein Bahnhof Andelsbuch, Installation
- 2001 : Ona B. Mirrorred, Galerie Lisi Hämmerle, Austrian Embassy Washington, Fotoinstallation
- 2001 : Ona B., Tone Fink. Roll Over, Galerie-halle
- 2001 : Death in the Studio. Studio Death Snapshots
- 2001 : Kulturpreisträger des Landes Niederösterreich 2000 für bildende Kunst und Architektur, Niederösterreichisches Dokumentationszentrum für moderne Kunst, Malerei
- 2000 : Benefiz-Kunstauktion
- 2000 : ONA B. MIRRORRED, Galerie Fichtegasse 1
- 2000 : Ona B. Nordlicht - Ich bin nur Auge, Galerie Atrium ed Arte, Malerei
- 2000 : Ona B. The big sleep, Galerie Schafschetzy Studio, Malerei, Installation
- 2000 : Kunst in der Landschaft V. Wandlung - Verwandlung, Gut Gasteil
- 2000 : natura morta - still life, Niederösterreichisches Dokumentationszentrum für moderne Kunst
- 2000 : Ona B. Zero Space, Skydoor
- 2000 : 10 Jahre, 25 Künstler, Philips Galerie
- 1999 : Das Jahrhundert der Frauen, Bank Austria Kunstforum
- 1999 : Judas war auch eingeladen. Walter Motz und Ona B., Cselley Mühle
- 1999 : Wölfe am Meer, Kunsthalle Wien, Musik
- 1999 : Ona B. Only Ona, Art Frankfurt, Galerie Schafschetzy Studio
- 1998 : Des Eisbergs Spitze, Kunsthalle Wien, Museum auf Abruf, Malerei
- 1998 : Lifestyle, Kunsthaus Bregenz
- 1998 : Montrouge - Vienne, Centre Culturel Montrouge
- 1998 : kunst und virtual reality, Palais Harrach, Installation
- 1996 : Präsentation Galerie Schafschetzy-Studio, Galerie Schafschetzy Studio, kunst wien 1996
- 1996 : Dark Mirror-Tmavé Zrcadlo, Dum umení mesta Brna, Installation
- 1995 : Ona B. Im Spiegel der See, Galerie Schafschetzy Studio, Rauminstallation, Malerei
- 1995 : ONA B., Artclub Wien
- 1995 : Ona B. Vortex, Spitalskirche Lienz
- 1994 : Ona B., Mestna Galerija (Einzelausstellung)
- 1994 : Zanshin, Museum Moderner Kunst - Stiftung Wörlen Passau, Installation, Malerei, Objekt
- 1994 : Oman, Galerie Rondula Wien
- 1993 : Ona B. Red Planet, Galerie an der Stadtmauer
- 1992 : Ona B. Leuchtend blaue Flammen flirren, Galerie Schafschetzy Studio, Malerei, Objekt
- 1992 : ONA B., Ricky Renier Gallery
- 1992 : Ona B. Der verborgene Strom, Galerie Oliver Henn, Mestna Galerija, Neue Galerie Graz, Ricky Renier Gallery, Moravské zemské muzeum, Objekt, Malerei, Skulptur
- 1992 : Ona B., Galerie Oliver Henn
- 1991 : Ona B. In luce, Vereinigung Bildender KünstlerInnen
- 1990 : Kunst der 80er Jahre, Neue Galerie Graz
- 1989 : postmodern, Vereinigung Bildender KünstlerInnen
- 1988 : Ona B., Austrian Cultural Forum
- 1988 : Der Hund in mir/The Dog Within, Galerie Hubert Winter
- 1988 : Ona B., Blau-Gelbe Galerie, Niederösterreichisches Landesmuseum, Malerei
- 1988 : Balance.akte 88. Neue Kunst aus Niederösterreich, Frauenbad Ausstellungszentrum, Donaufestival, Gefangenenhaus Amstetten
- 1987 : Ona B. , Niederösterreichisches Dokumentationszentrum für moderne Kunst
- 1984 : Junge Szene Wien '84, Vereinigung Bildender KünstlerInnen
- 1982 : Ona B. Chat Chat Chat, TZ Galerie

## Prix et distinctions
- Prix de reconnaissance des beaux-arts du Land de Basse-Autriche, 2000[6]